# براندون فلين
براندون فلين (بالإنجليزية: Brandon Flynn)‏ هو ممثل أمريكي، اشتهر بدوره جستين فولي في مسلسل ثلاثة عشر سببا.

## حياته
ولد في ميامي ، فلوريدا ، حيث التحق بالمدرسة الثانوية في مدرسة نيو وورلد للفنون. تخرج من كلية ماسون جروس للفنون في جامعة روتجرز في نيو جيرسي في عام 2016 مع درجة البكالوريوس في الفنون الجميلة.

## روابط خارجية
- براندون فلين على موقع IMDb (الإنجليزية)
- براندون فلين على موقع روتن توميتوز (الإنجليزية)
- براندون فلين على موقع ألو سيني (الفرنسية)
- براندون فلين على موقع قاعدة بيانات الفيلم (الإنجليزية)